# Distrito de Montero
El distrito de Montero es uno de los diez distrito que conforman la provincia de Ayabaca ubicada en el departamento de Piura en el norte del Perú.

## Historia
El distrito de Montero antiguamente llamado "San Antonio" fue creado por ley N.º 8056 el 24 de marzo de 1935, durante el gobierno del presidente Óscar R. Benavides. Su primer alcalde fue Manuel Merino Balarezo.

## Geografía
Abarca una superficie de 130,57 km².

## División administrativa

### Centros poblados
- Urbanos 
  - Montero, con 1 077 hab.
- Rurales

| - Casa Blanca, con 174 hab. - Chonta, con 215 hab. - Cuñala, con 188 hab. - Loma de Sicacate, con 173 hab. - Marmas Alto, con 210 hab. - Naranjo de Chonta, con 249 hab. - Nogal, con 218 hab. - Nuevo Progreso, con 184 hab. | - Pichandul, con 229 hab. - Pite, con 434 hab. - Quebrada de Agua, con 517 hab. - Saconday La Palma, con 178 hab. - San Francisco, con 171 hab. - Sicacate, con 227 hab. - Taylin, con 168 hab. - La Majada, con 200 hab. - Loma del Limón, con 50 hab. - Marmas Bajo, con 20 hab. |

## Autoridades

### Municipales
- 2019 - 2022[2]
  - Alcalde: Carlos Humberto Sánchez Riofrío, del Movimiento Independiente Fuerza Regional.
  - Regidores:

  1. Guillermo López Domínguez (Movimiento Independiente Fuerza Regional)
  2. Flor Midagny Valencia Guerrero (Movimiento Independiente Fuerza Regional)
  3. Ingri Karina Correa Valdez (Movimiento Independiente Fuerza Regional)
  4. Kewin Marquinio Reyes Yaguana (Movimiento Independiente Fuerza Regional)
  5. Elia Correa Saavedra (Democracia Directa)

Alcaldes anteriores
- 2015-2018:[3] Óscar Donal Tocto Troncos, del Movimiento Alternativa de Paz y Desarrollo (APD).
- 2011-2014:[4] Marco Antonio Merino Arias, del Movimiento Unidad Popular Regional Piura (UPRP).
- 2007-2010: Ramón Eduardo Febre Palacios.

### Policiales
- Comisario: SS.PNP Nicanor LIZANO TRELLES.

### Turismo
- Iglesia de Montero
- Plaza de Armas
- Centro productivo de panela granulada
- Catarata los peroles
- el bosque nublado de Santa Rosa de Chonta
- El mirador
- cataratas de Sicacate
- Quebrada llamada la tercera

## Festividades
- 24 de marzo: Aniversario de la Creación como Distrito (Ley 8056)
- 5 de mayo: Fiesta de Aniversario (este día se dio a conocer la Ley en el distrito)
- 7 de junio: Aniversario I.E Ernesto Merino Rivera
- 30 de agosto: Fiesta en honor a Santa Rosa de Lima.
- 12 de noviembre: Fiesta en Honor al Santo Patrono San Antonio de Padua.